# تروتاموندوس دي كارابوبو
تروتاموندوس دي كارابوبو (بالإسبانية: Trotamundos Carabobo)‏ هو فريق كرة سلة فنزويلي للمحترفين تأسس في سنة 1984. ينافس في الدوري الفنزويلي لكرة السلة.

## الإنجازات
الدوري الفنزويلي لكرة السلة  (8 مرات) 

1986، 1987، 1988، 1989، 1994، 1999، 2002، 2006

## وصلات خارجية
- الموقع الرسمي